# اندیس کمر قربانعلی ۲
کمر قربانعلی ۲ یک اندیس غیرفلزی است که در حوالی شهر جیان استان فارس قرار دارد و مادهٔ معدنی موجود در آن، باریت است.سنگ میزبان این اندیس آهک است و دیرینگی آن به دوران پرمین می‌رسد. 